# Mungo ESK
Mungo ESK (нем. Einsatzfahrzeug Spezialisierte Kräfte Mungo - оперативное транспортное средство специальных сил  Мунго) — универсальный немецкий грузовик повышенной проходимости для специального использования и транспортировки в экстремальных условиях, состоящий на вооружении Бундесвера. Грузовик создан на базе Multicar M30/FUMO фирмой Krauss-Maffei Wegmann. Машина воздушно-транспортабельная, экипаж 2 человека, десант 8 человек. Поставки 396 Mungo ESK для немецкой армии начались в 2005 году. Бундесвер собирается приобрести ещё 441 Mungo ESK к 2011 году. Машина уже использовалась Германией в боевых операциях в Афганистане.